# Palpada suprarufa
Palpada suprarufa är en tvåvingeart som beskrevs av Thompson 1999. Palpada suprarufa ingår i släktet Palpada och familjen blomflugor.
Artens utbredningsområde är Ecuador. Inga underarter finns listade i Catalogue of Life.